# Справа Гійома

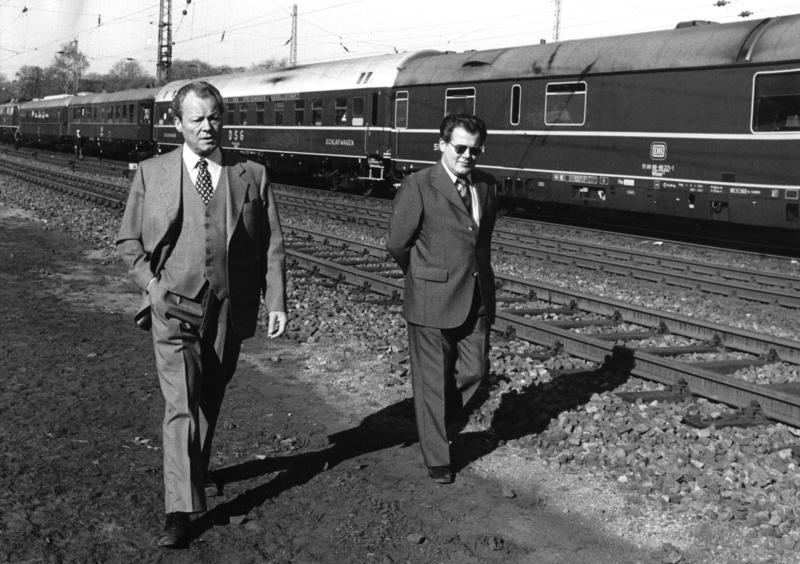
Брандт і Гійом, 1974

Справа Гійома (нім. Guillaume-Affäre) — шпигунський скандал у Німеччині часів холодної війни. Скандал розгорнувся навколо викриття східнонімецького шпигуна в уряді Західної Німеччини та мав далекосяжні політичні наслідки в Німеччині, найпомітнішим з яких була відставка канцлера Західної Німеччини Віллі Брандта в 1974 році.
Близько 1973 року служби безпеки Західної Німеччини отримали інформацію про те, що один із особистих помічників Бранда, Гюнтер Гійоме, був шпигуном на користь східнонімецької держави. Брандта попросили продовжити роботу, як зазвичай, і він погодився, навіть взявши приватну відпустку з Гійомом. Гійома заарештували 24 квітня 1974 року.
Ґійом справді був шпигуном на користь Східної Німеччини, яким керував Маркус Вольф, керівник Головного розвідувального управління Міністерства державної безпеки Східної Німеччини (Штазі). Брандт пішов у відставку з посади канцлера 6 травня 1974 року (хоча він залишався головою соціал-демократів і очолював партію до 1987 року).
За словами Василя Мітрохіна, коли КДБ дізнався про Гійома, вони наказали Вольфу витягти його, оскільки Брандт був хорошим другом Радянського Союзу і вони хотіли, щоб він залишився при владі.

## Відставка Брандта
На посаді канцлера Брандта змінив його колега, соціал-демократ Гельмут Шмідт, який, на відміну від Брандта, належав до правого крила його партії. До кінця свого життя Брандт залишався підозрілим, що його товариш по соціал-демократах і давній суперник Герберт Венер планував його падіння, але доказів цього здається мізерними.
Крім міжусобних інтриг всередині соціал-демократів, палець провини за падіння Брандта був також спрямований на керівництво Східної Німеччини. Дехто припускав, що східнонімецький режим під керівництвом Еріха Хонеккера навмисно використав Гійома, щоб спровокувати падіння Брандта. Політика Східної політики Брандта зробила його героєм і символом надії на національне та родинне возз'єднання на Сході. Тому, з точки зору Хонеккера, популярність Брандта у Східній Німеччині становила загрозу для режиму. У своїх мемуарах Брандт зазначив, що Хонеккер заперечував причетність до його падіння, додавши «що б хтось про це не думав». Однак керівник Штазі Маркус Вольф після возз'єднання Німеччини заявив, що відставка Брандта ніколи не була наміром, і що ця справа була однією з найбільших помилок східнонімецької секретної служби.
Вважається, що ця справа стала приводом для відставки Брандта, а не основною причиною. Натомість Брандт, який переслідував скандал, пов'язаний із серійною зрадою, боровся з алкоголем і депресією а також економічні наслідки нафтової кризи 1973 року, здавалося, був готовий піти у відставку. Як пізніше сказав сам Брандт, «я був виснажений з причин, які не мали нічого спільного з процесом, що відбувався в той час».

## Наслідки та зображення в популярній культурі
Зрештою Гійома було звільнено та відправлено до Східної Німеччини в 1981 році в обмін на агентів західної розвідки, спійманих Східним блоком. Повернувшись у Східну Німеччину, Гійома вшановували як героя, і йому дали роботу в підготовці шпигунів. Він опублікував свою автобіографію Die Aussage (The Statement) у 1988 році.
Історія Віллі Брандта та Гюнтера Гійома стала основою для п'єси Майкла Фрейна «Демократія». У творі досліджується політична кар'єра Брандта — від його обрання на посаду федерального канцлера до викриття і ув'язнення Гійома. Особливу увагу приділено подвійній ідентичності Гійома, який одночасно був довіреним особистим помічником канцлера Західної Німеччини та шпигуном східнонімецької Штазі. П'єса глибоко розкриває внутрішній конфлікт Гійома, коли його обов'язки перед ворогами Західної Німеччини вступають у протиріччя з його щирою повагою та захопленням Брандтом.
У 2003 році син Віллі Брандта, Матіас Брандт, зіграв Гійома у фільмі Im Schatten der Macht («У тіні влади») німецького кінорежисера Олівера Шторца. У фільмі йдеться про справу Гійома та відставку Брандта. Матіас Брандт викликав невелику полеміку в Німеччині, коли було оприлюднено, що він візьме на себе роль людини, яка зрадила його батька і змусила його піти у відставку в 1974 році. Раніше в 1974 році, коли Брандт і Гійом разом відпочивали в Норвегії, саме Матіас, якому тоді було дванадцять років, першим виявив, що Гійом і його дружина «цілу ніч друкують загадкові речі на друкарських машинках».